# علامة كلاي بروك
علامة كلاي بروك (بالإنجليزية: Claybrook sign)‏ هي علامة سريرية يمكن فيها سماع صوت القلب وصوت التنفس منتقلاً عن طريق جدار البطن عند التسمع. يحدث في المرضى الذين يعانون من تمزق في أحشاء البطن.
العلامة سميت باسم أدوين كلاي بروك.